# Brunswick Records
Brunswick Records är ett amerikanskt skivbolag grundad 1916. Moderföretaget Brunswick-Balke-Collender, började 1845 i Dubuque, Iowa,  sin bana som tillverkare av allt från pianon till sportutrustning. Först 1916 producerades de allra första skivorna i företagets namn. 78-varvare som initialt endast såldes i Kanada. Snart började skivorna att lanseras i USA under etiketten Brunswick Records, tillsammans med Brunswicks egna skivspelare och mikrofoner. Tidigt blev bolaget ett av de fyra största i USA, tillsammans med Edison Phonographs, Victor och Columbia Records.
 
Under tjugo- och trettiotalet spelade jazz- och rhythm and blues-artister som Bob Haring, Fletcher Henderson, Duke Ellington, Bing Crosby, the Boswell Sisters, the Mills Brothers, Cab Calloway, och King Oliver in låtar för skivbolaget.

 
1941 såldes Brunswick till den amerikanska grenen av det brittiska skivbolaget Decca. Under femtio- och sextiotalet började soul- och rock'n'roll-artister att spela in för Brunswick-märket. Namn som Buddy Holly, Little Richard, Jackie Wilson, the Chi-Lites, Tyrone Davis, Barbara Acklin, Erma Franklin, Lavern Baker och Gene Chandler utkom under decennierna.